# Валтер фон Щойслинген
Валтер фон Щойслинген (на немски: Walter von Steusslingen; † 6 септември ок. 980) е благородник от рицарския род Щойслинген в Швабия (Edelfreien von Steußlingen) през 10 и 11 век.

## Фамилия
Той се жени за Егела или Енгела († сл. 5 февруари 1064). Те имат децата:
- Анно II (* 1010; † 4 декември 1075, Кьолн), архиепископ на Кьолн (1056 – 1075), Светия
- Адалберо фон Щойслинген († сл. 1056), женен за Юдит, баща на Вернер († 1 декември 1151), от 1132 г. епископ на Мюнстер
- Хаймо фон Щойслинген
- Вернер (Вецило) (* ок. 1010; † сл. 7 август 1078 убит в Тюрингия), архиепископ на Магдебург (1063 – 1078)
- Валтер фон Щойслинген († при Ервите), женен за Юдит
- Ото фон Щойслинген, женен
- Енгела фон Щойслинген, омъжена за фон Велтхайм, майка на епископ Бурхард II фон Халберщат (1059 – 1088)
- Хацеха фон Щойслинген, омъжена за Айлолфус от Пфулинген